# Zemst-Bos
Zemst-Bos este un sat în comuna Zemst, în provincia Brabantul Flamand, Belgia. Localitatea are circa 1000 de locuitori și este situată între Zemst, Eppegem și Zemst-Laar. 

## Istorie
Prima clădire a satului, ferma „Hof van Cretenburg”, a fost construită în secolul al XIII-lea; ferma încă mai există. În anul 1777, satul avea aproximativ 70 de case; astăzi, satul de aproximativ 370 de case.

## Galerie

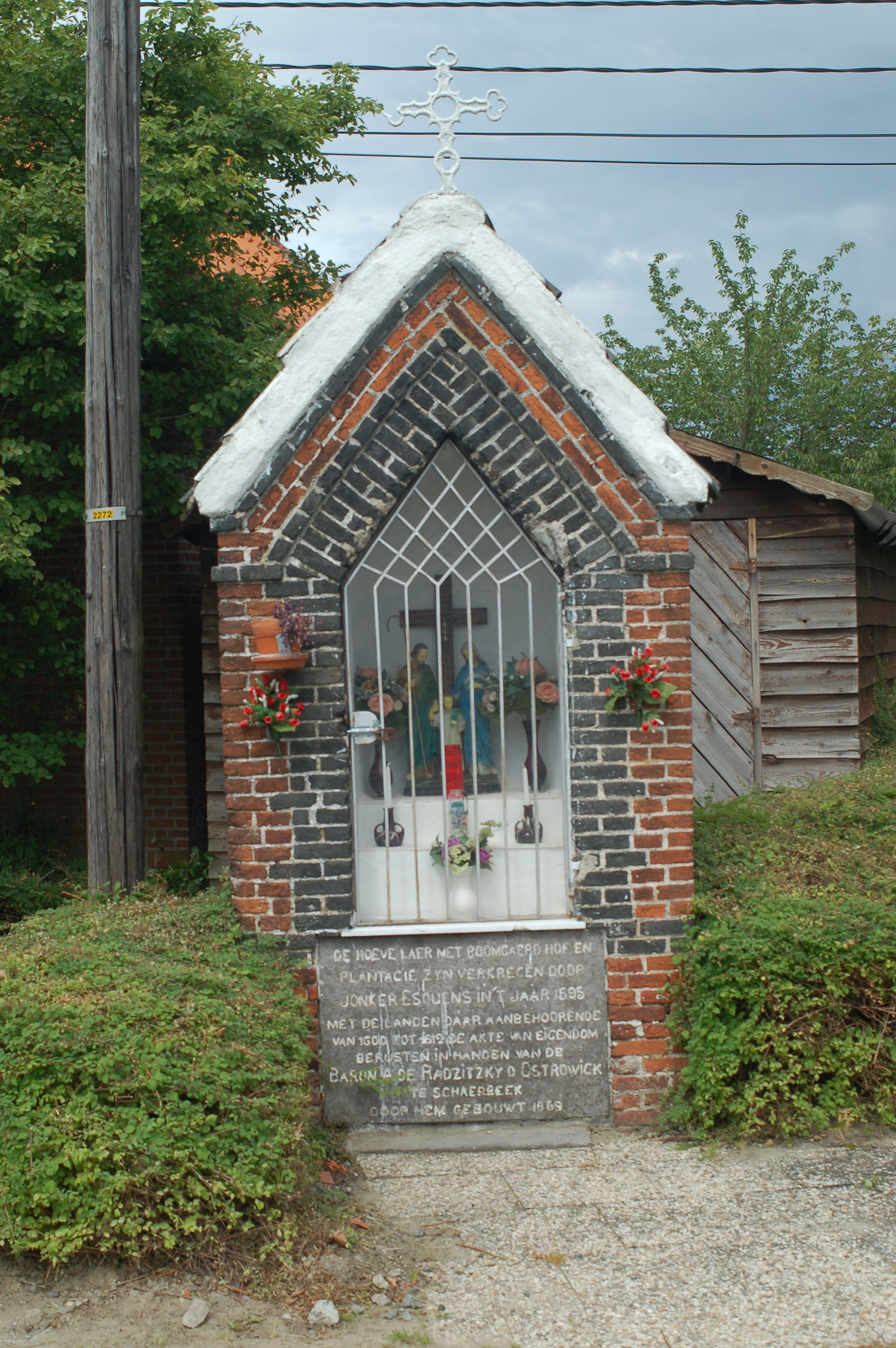
Capela Sfintei Familii, cu o lespede de piatră care menționează Hoeve Laer (Ferma Laer) în anul 1595. Capela a fost construită în 1869.
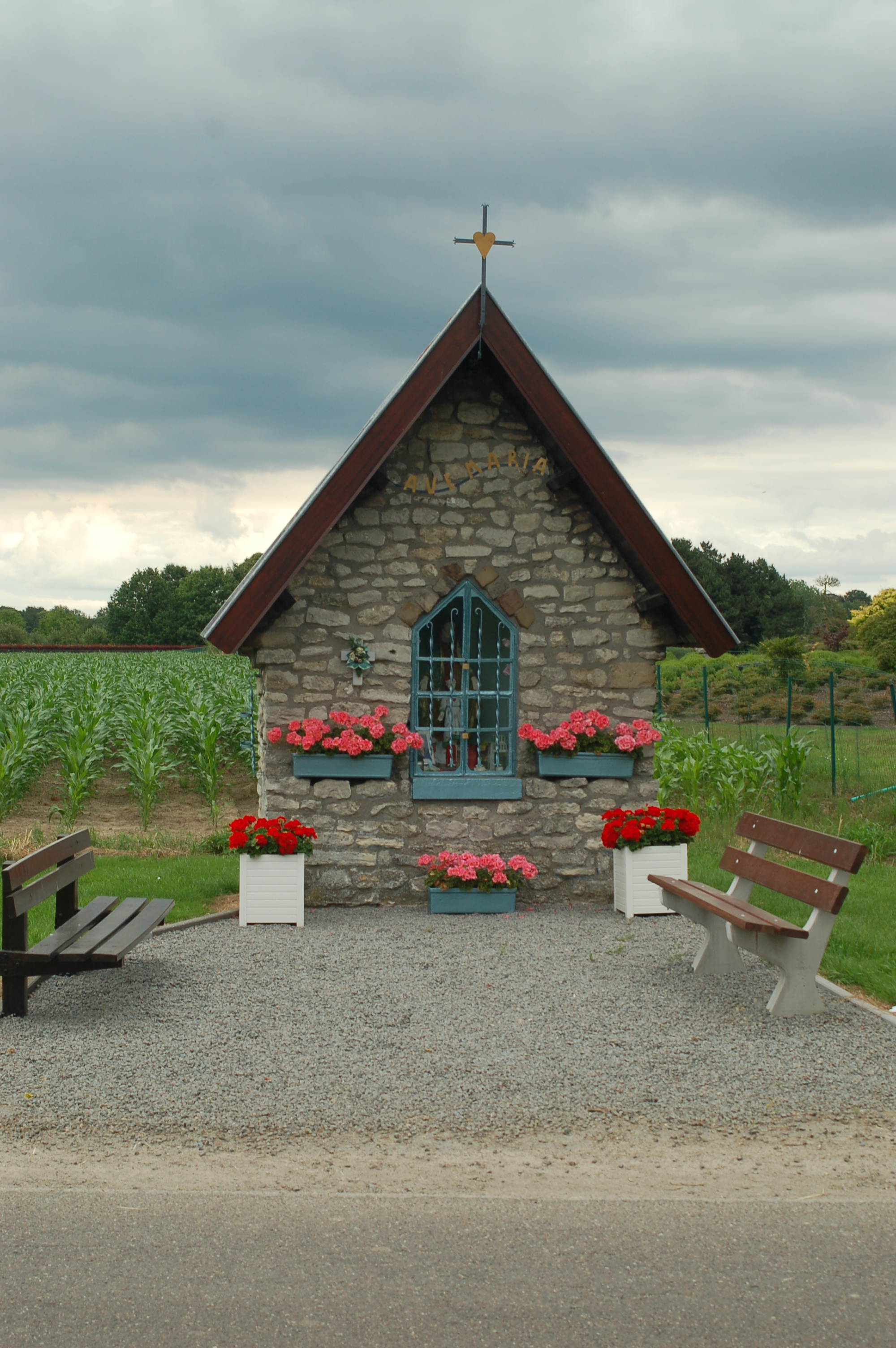
O capelă cu bănci în Bosstraat (Strada Pădurii).
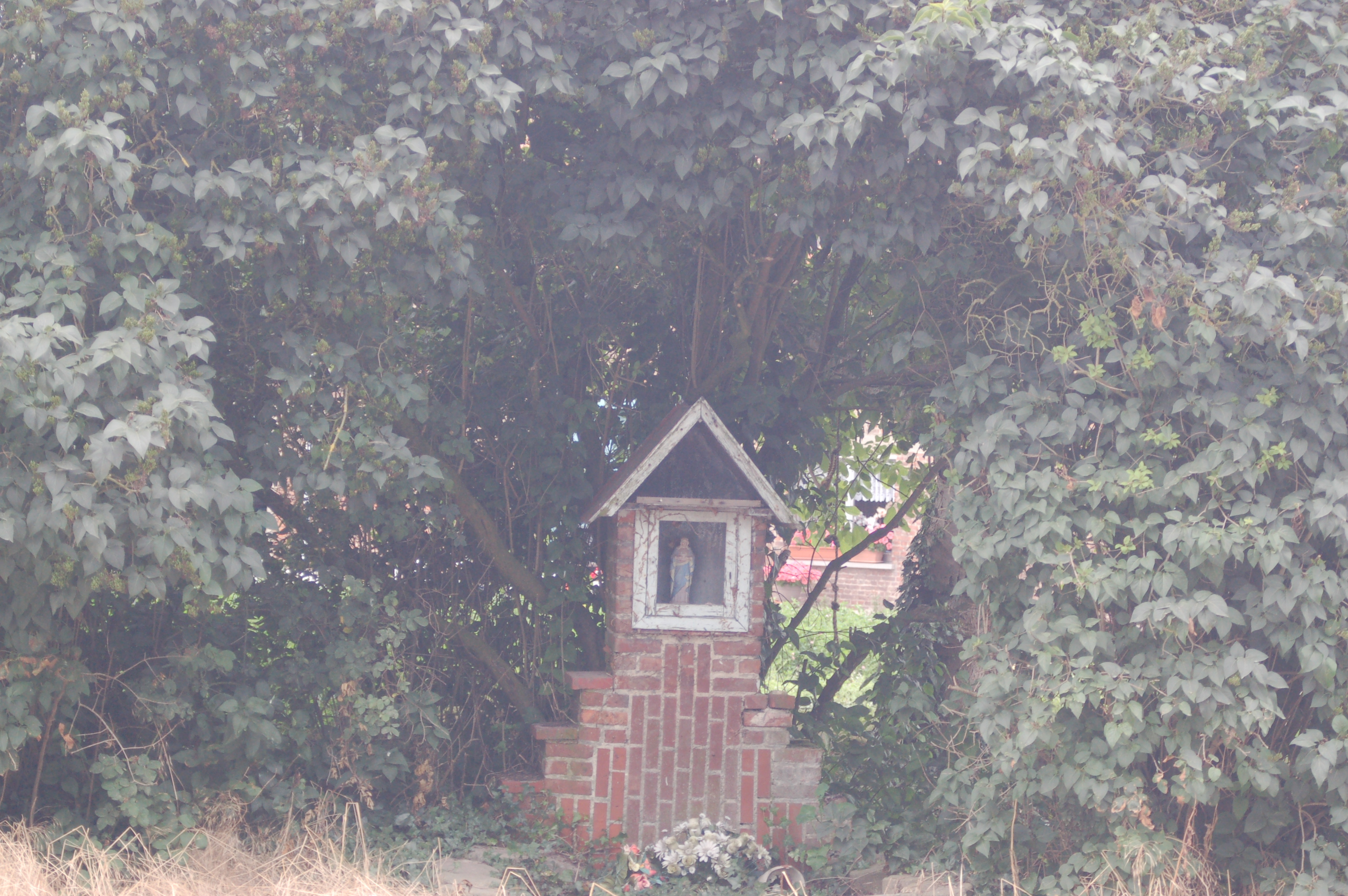
O capelă mică în strada Haverenblok.
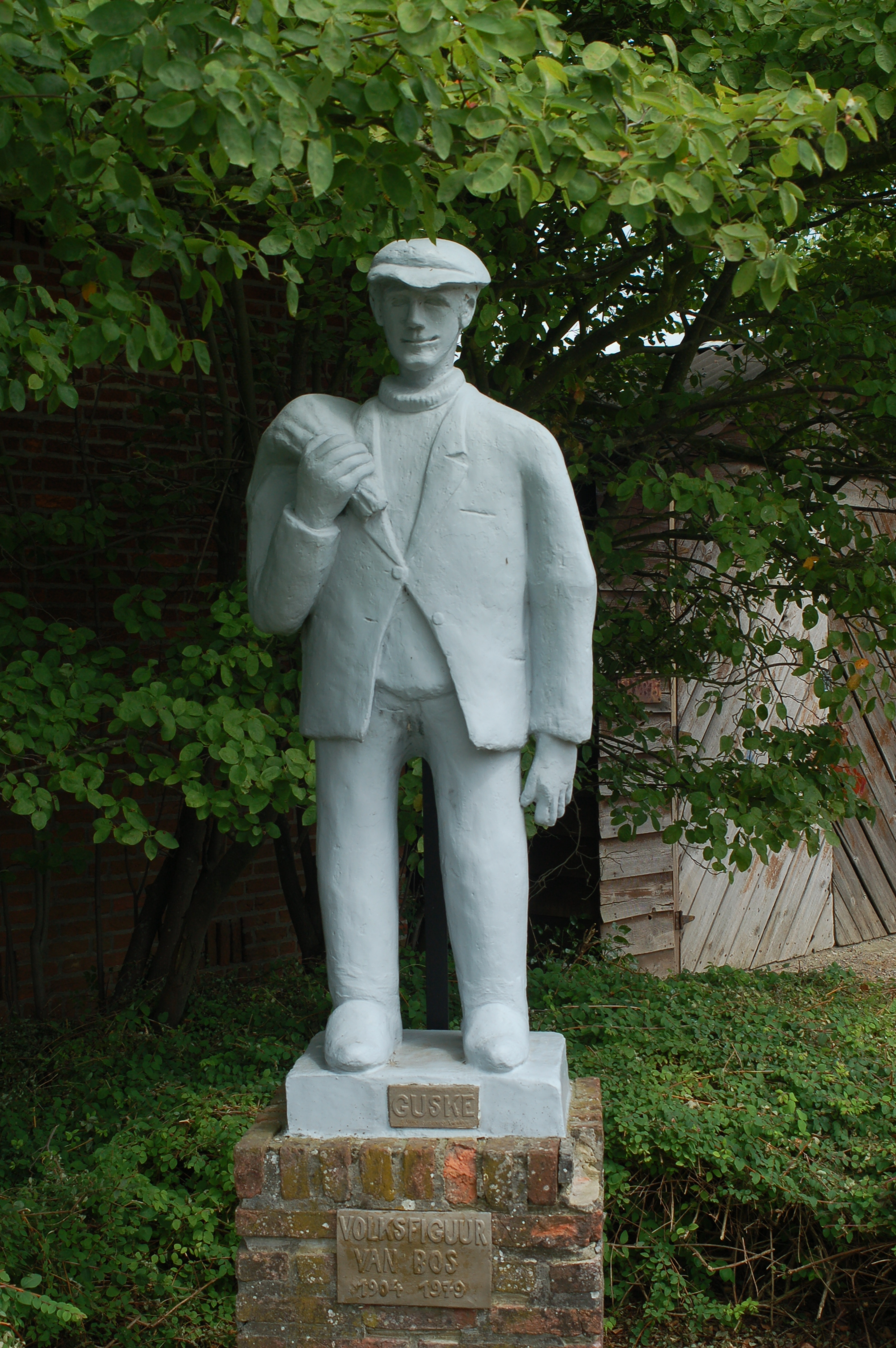
Statuia lui Augustinus de Breucker („Guske”)
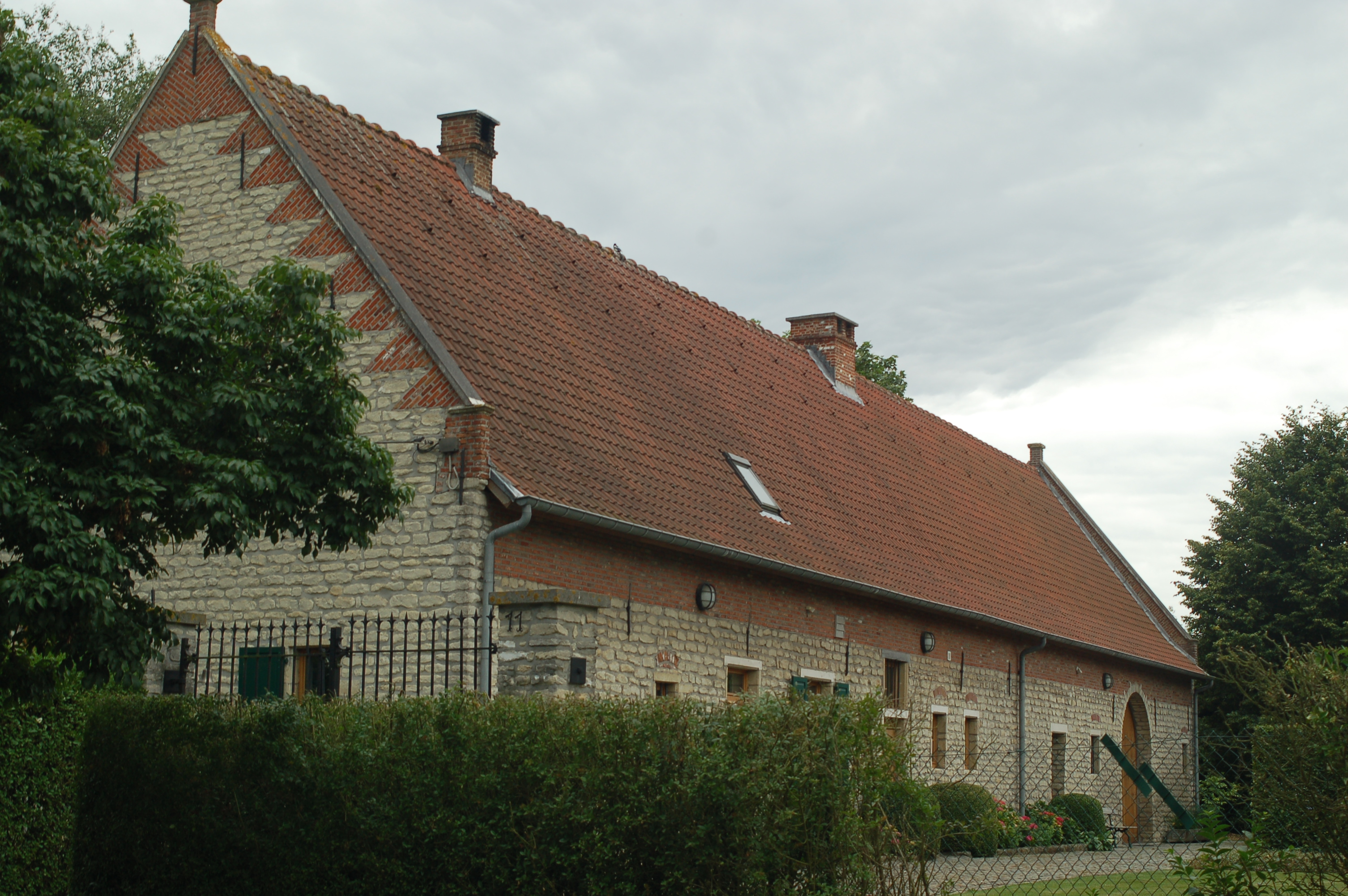
Schaliënhof (Ferma de ardezie) a fost construită în anul 1739.
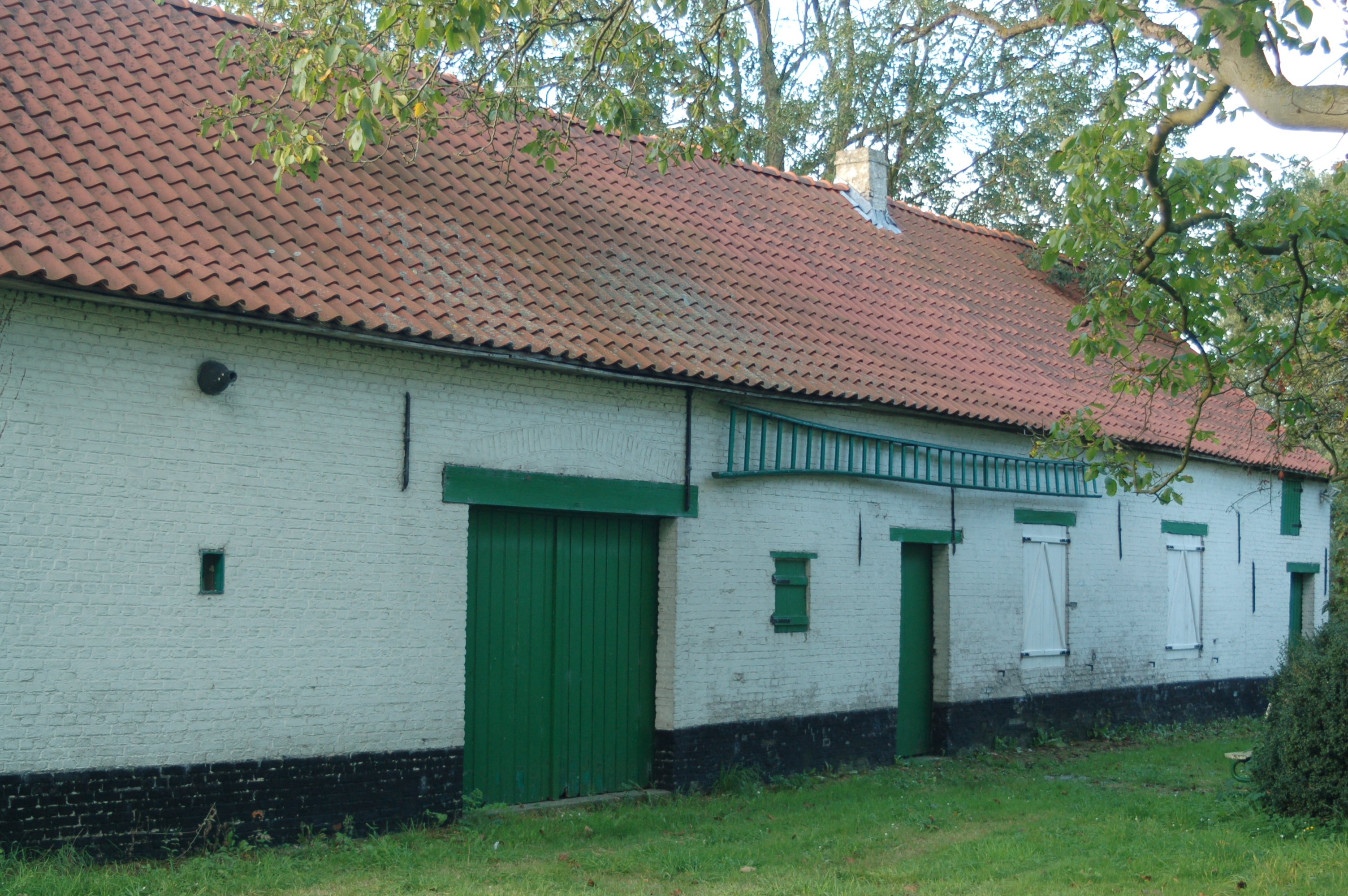
Ferma Sooikesikhoeve, în cătunul Zwartland. A fost construită la mijlocul secolului al XIX-lea
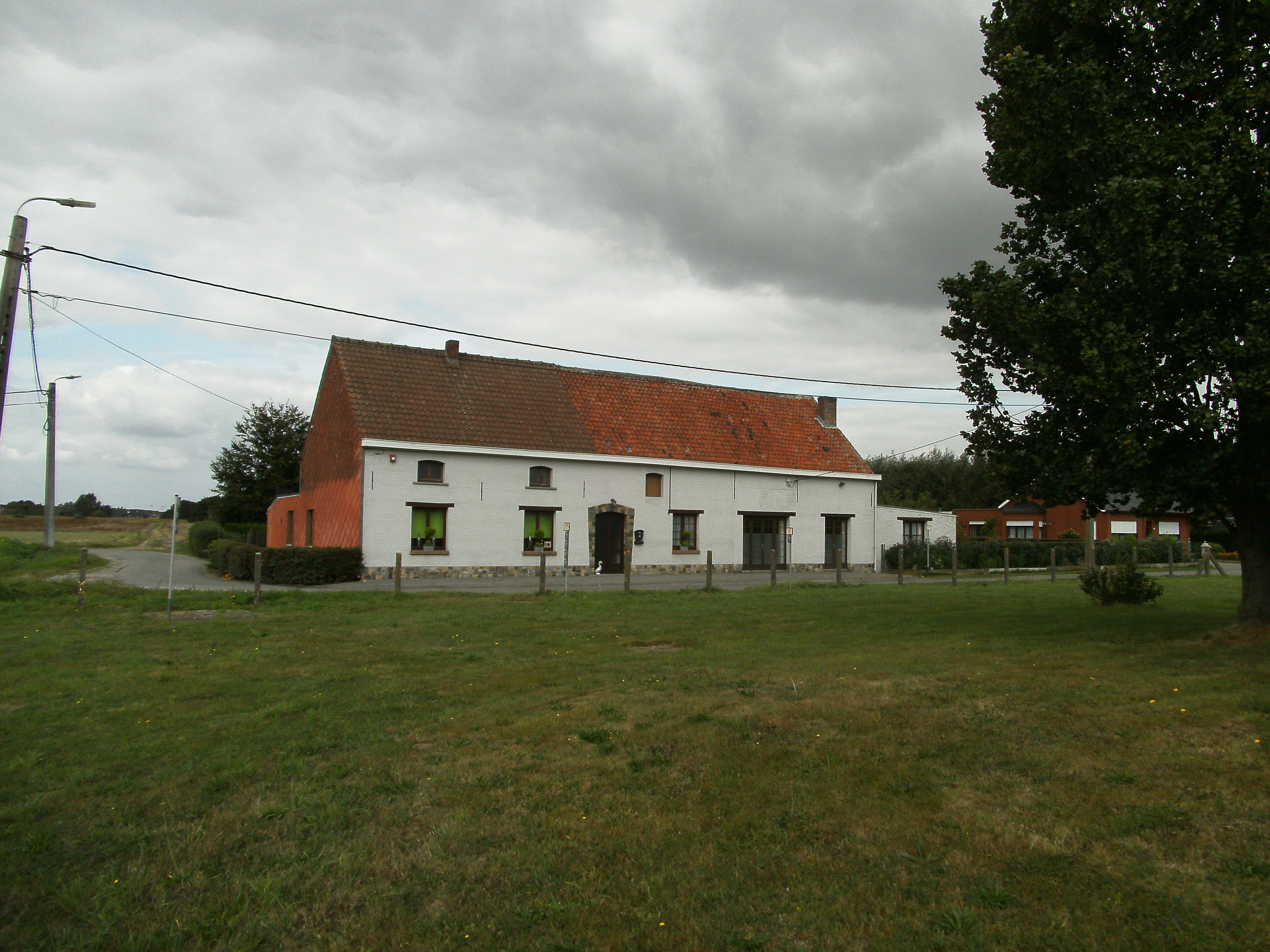
Ferma Zwartlandhoeve este prima clădire din Zwartland. A fost construită în anul 1772.